# Jeröö gol
Jeröö gol, Jöröö gol (mong. Ерөө гол) – rzeka w północnej Mongolii, prawy dopływ Orchonu. Jej dorzecze stanowi ważny obszar eksploatacji lasów.
Jeröö gol liczy 323 km długości a powierzchnia jej dorzecza wynosi 11 860 km². Powstaje w górach Chentej z połączenia Szarlan gol i Chongyn gol. W środkowym i dolnym biegu rzeka meandruje tworząc liczne zakola i starorzecza. Uchodzi do Orchonu na południe od góry Duulan chaan, u podnóża której znajduje się osiedle typu miejskiego Dulaanchaan, gdzie mieści się duży tartak oraz punkt przeładunku drewna. Rzeka zamarza w październiku lub listopadzie i jest skuta lodem przez cztery miesiące. W lecie wykorzystywana do spławiania drewna.
W dorzeczu Jeröö występują złoża złota wydobywane w kopalniach Bugant, Jeröö, Camchag, Charganat, Bajangol. Głównym ośrodkiem wydobycia jest osiedle typu miejskiego Bugant, gdzie również znajduje się tartak.